# 56 Leonard Street
56 Leonard Street – wieżowiec przy Leonard Street w Nowym Jorku, nazywany „Jenga Building” z uwagi na charakterystyczną bryłę przypominającą wieżę z gry Jenga.

## Historia
W 2007 roku Izak Senbahar z Alexico Group nabył od New York Law School za 150 milionów dolarów ziemię i prawa do przestrzeni powietrznej nad działką. Budowa rozpoczęła się w 2008 roku. Prace nad fundamentami rozpoczęły się w 2008 roku, ale zostały wstrzymane przed końcem roku, kiedy realizacja projektu została zawieszona. Po prawie czterech latach budowa została wznowiona w październiku 2012 roku. 
W 2013 roku deweloperzy zabezpieczyli pożyczkę w wysokości 350 milionów dolarów od konsorcjum kierowanego przez Bank of America. 
Budowa została ukończona w 2016 roku.

## Architektura
Budynek został zaprojektowany przez szwajcarską firmę architektoniczną Herzog & de Meuron, której zamiarem było stworzenie „skupiska wiejskich willi”. Firma opisuje gmach jako „domy ułożone jeden na drugim”. 
Wieżowiec potocznie nazywany jest „Jenga Building”, ponieważ przypomina wieżę z gry Jenga.

## Mieszkania i apartamenty
Po zakończeniu budowy koszt kupna mieszkania w 56 Leonard Street wahał się od 3,5 mln USD do 50 mln USD.
Na szczycie znajduje się osiem apartamentów typu „full-floor” o powierzchni od 5200 do 6400 stóp kwadratowych (480 do 590 m2),z sufitami o wysokości od 4,3 do 5,8 m. Na dole budynku znajduje się hol o wysokości dwóch kondygnacji wyłożony czarnym granitem.
Na 9. i 10. piętrze znajdują się pomieszczenia wspólne (1600 m²), w tym 23-metrowy basen, 25-osobowa sala kinowa, prywatna jadalnia oraz pokój zabaw dla dzieci. W budynku znajduje się w sumie dziesięć wind. 

## Rankingi
Budynek ma 250 m wysokości, co czyniło go w 2021 roku:
- 27. w Nowym Jorku,
- 66. w Stanach Zjednoczonych,
- 74. w Ameryce Północnej,
- 500. na świecie.

## Zobacz też

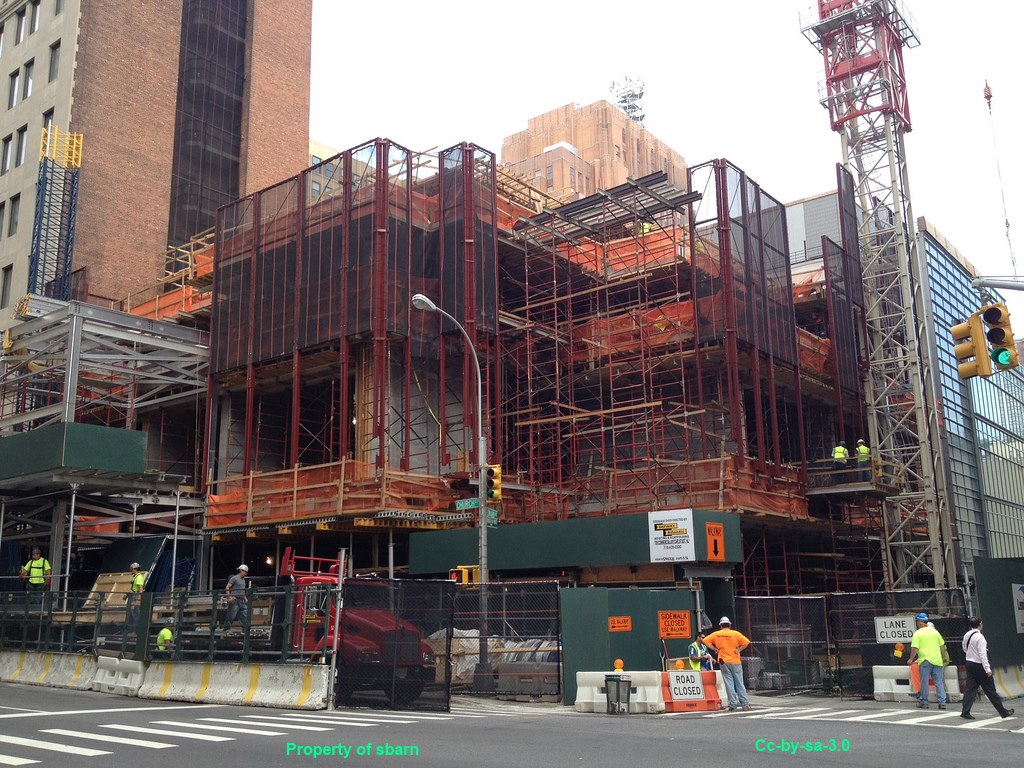
56 Leonard Street w budowie w czerwcu 2013